# 10378 Ingmarbergman
10378 Ingmarbergman este un asteroid din centura principală de asteroizi.

## Descriere
10378 Ingmarbergman este un asteroid din centura principală de asteroizi. A fost descoperit pe 14 iulie 1996 la Observatorul La Silla de Eric Walter Elst. Asteroidul prezintă o orbită caracterizată de o semiaxă mare de 2,91 ua, o excentricitate de 0,03 și o înclinație de 1,2° în raport cu ecliptica.